# Juraj Majoroš
Juraj Majoroš (* 23. března 1956 Bratislava) je bývalý slovenský fotbalista, útočník.

## Fotbalová kariéra
Hrál za DAC Dunajská Streda (1980–1988). Za DAC Dunajská Streda nastoupil v lize v 67 utkáních a dal 15 gólů, celkem v 1. a 2. lize dal 78 gólů. V Poháru vítězů pohárů nastoupil ve 4 utkáních a dal 3 góly. V roce 1987 vyhrál s Dunajskou Stredou Československý pohár.